# Little Deuce Coupe (album)
Little Deuce Coupe, album utgivet 7 oktober 1963 av The Beach Boys. Little Deuce Coupe var gruppens fjärde LP och den är producerad av Brian Wilson. Även om tre av låtarna redan förekommit på tidigare album, så notera att skivan gavs ut bara en månad efter gruppens förra album Surfer Girl. Under en och samma dag i september 1963 spelades hela åtta låtar in för Little Deuce Coupe!
Albumet nådde Billboard-listans 4:e plats.

## Låtlista
Singelplacering i Billboard inom parentes
1. Little Deuce Coupe (B. Wilson/R. Christian) (#15)
2. Ballad of Ole'Betsy (B. Wilson/R. Christian)
3. Be True to Your School (LP-version) (B. Wilson)
4. Car Crazy Cutie (B. Wilson/R. Christian)
5. Cherry, Cherry Coupe (B. Wilson/R. Christian)
6. 409 (B. Wilson/G. Usher) (#76)
7. Shut Down (B. Wilson/R. Christian) (#23)
8. Spirit of America (B. Wilson/R. Christian)
9. Our Car Club (B. Wilson/M. Love)
10. No-Go Showboat (B. Wilson/R. Christian)
11. A Young Man is Gone (Bobby Troup)
12. Custom Machine (B. Wilson)

När skivbolaget Capitol återutgav Beach Boys-katalogen 1990 parades albumet Little Deuce Coupe ihop med albumet All Summer Long på en CD. Dessutom fanns nedanstående fyra bonusspår på skivan:
1. Be True To Your School (Singel-version) (B. Wilson) (#6)
2. All Dressed up for School (B. Wilson)
3. Little Honda (alternativ version) (B. Wilson/M. Love)
4. Don't Back Down (alternativ version) (B. Wilson)